# Боровской сельсовет (Катайский район)
Боровско́й сельсовет — муниципальное образование в Катайском районе Курганской области Российской Федерации.
Административный центр — село Боровское.

## История
В соответствии с Законом Курганской области от 6 июля 2004 года № 419 сельсовет наделён статусом сельского поселения.

## Население
| 1989 | 2002 | 2010 | 2012 | 2013 | 2014 | 2015 |
| ---- | ---- | ---- | ---- | ---- | ---- | ---- |
| 1015 | ↘999 | ↘950 | ↘944 | ↘937 | ↗953 | ↘944 |
| 2016 | 2017 | 2018 | 2019 | 2020 |      |      |
| ↗948 | ↘943 | ↗971 | ↘919 | ↗926 |      |      |

## Состав сельского поселения
| № | Населённый пункт | Тип населённого пункта       | Население |
| - | ---------------- | ---------------------------- | --------- |
| 1 | Боровское        | село, административный центр | ↘720      |
| 2 | Гусиное          | деревня                      | ↗230      |